# Mary Boykin Chesnut
 (septembre 2024).
Si vous disposez d'ouvrages ou d'articles de référence ou si vous connaissez des sites web de qualité traitant du thème abordé ici, merci de compléter l'article en donnant les références utiles à sa vérifiabilité et en les liant à la section « Notes et références ».
Mary Boykin Chesnut, née Mary Boykin Miller, née 31 mars 1823 à  Pleasant Hill, une plantation proche de la bourgade de Stateburg dans l'État de la Caroline du Sud et morte le 22 novembre 1886 à Camden, est une diariste et une mémorialiste américaine, connue pour ses journaux décrivant la société sudiste pendant la guerre de Sécession. Mariée à James Chesnut Jr. (en) un juriste et une personnalité politique élu à la Chambre des représentants de Caroline du Sud puis au Sénat de Caroline du Sud enfin quand se déclenche la guerre de Sécession, il sert comme aide de camp de P. G. T. de Beauregard, général de la Confederate States Army. Grâce aux fonction de son époux, elle est une familière de la grande bourgeoisie des planteurs de la Caroline du Sud. Vie qu'elle décrit dans ses différents journaux qui en 1905 sont publiés à titre posthume sous le titre de « A Diary from Dixie ».

## Biographie

### Jeunesse et formation
Mary Boykin Chesnut, est l'aînée des quatre enfants de Mary Boykin et Stephen Decatur Miller,.

### Carrière et vie sociale
Comme Mary Chesnut le précise dans son journal, les Chesnuts ont un grand cercle d'amis et de connaissances dans la haute société du Sud et dans le gouvernement de la Confédération. Parmi ceux-ci, on peut citer par exemple le général confédéré John Bell Hood, l'homme politique John Lawrence Manning (en), le général et homme politique John S. Preston et sa femme Caroline, le général et homme politique Wade Hampton III, l'homme politique Clement C. Clay et sa femme Virginia Clay-Clopton (en), et le général et homme politique Louis Wigfall et sa femme Charlotte (aussi appelée Louise). Les Chesnuts sont aussi des amis de la famille du président confédéré Jefferson Davis et de sa femme Varina Davis (en).
Mary Chesnut travaille à donner une forme définitive à son ouvrage de 1881 à 1884, en s'appuyant sur son journal tenu pendant la guerre de Sécession, qu'elle remanie profondément. A Diary from Dixie ne parait cependant qu'après sa mort en 1905. De nouvelles versions, plus proches du texte original du journal, sont publiées, une première fois en 1949 après la découverte de ses papiers personnels par le romancier Ben Ames Williams (en) et une seconde fois en 1981 à l'issue du travail de l'historien C. Vann Woodward. Son édition critique annotée, parue sous le titre Mary Chesnut's Civil War, remporta le Prix Pulitzer dans la catégorie « Histoire » en 1982.

### La fin
Mary Chesnut meurt le 22 novembre 1886 des suites d'un infarctus du myocarde dans sa résidence de Sarsfield à proximité de Camden. Après les funérailles, Mary Chesnut est inhumée au Knights Hill Cemetery de Camden, aux côtés de son époux,.

## Œuvres
- Isabella D. Martin (dir.) et Myrta Lockett Avary (dir.) (copyright 1905), A diary from Dixie, New York, Appleton & co., 1906 (1re éd. 1906, 1914, 1929..., 2006), 488 p. (ISBN 9780760779033, OCLC 181653189, lire en ligne)
- Mary Boykin Chesnut et C. Vann Woodward, Mary Chesnut's Civil War, New Haven, Connecticut, Yale University Press, 1981, 964 p. (ISBN 9780300024593, lire en ligne),
- Two Novels : The Captain and the Colonel / Two Years, or, The Way We Lived Then, Charlottesville, Virginie, University Press of Virginia (réimpr. 2002) (1re éd. n.c.), 264 p. (ISBN 9780813920580, lire en ligne)

## Pour approfondir

#### Notices dans des encyclopédies ou des livres de références
- (en-US) Edward T. James (dir.) et Margaretta P. Childs (rédactrice), Notable American Women 1607-1950, vol. 1 : A-F, Cambridge, Massachusetts, Belknap Press of Harvard University Press. (réimpr. 1974, 1982, 2014) (1re éd. 1971), 687 p. (ISBN 9780674288362, lire en ligne), p. 327-330. ,
- (en-US) Lina Mainiero (dir.) et Janet E. Kaufman (rédactrice), American Women Writers : A Critical Reference Guide from Colonial Times to the Present, New York, Ungar (réimpr. 1994) (1re éd. 1979), 609 p. (ISBN 9780804431538, lire en ligne), p. 350-352,
- (en-US) John A. Garraty (dir.), Mark C. Carnes (dir.) et Robert L. Gale (rédacteur), American National Biography, vol. 4 : Burnett - Clarke, Lewis, New York, Oxford University Press, USA, 1999, 980 p. (ISBN 9780195127836, lire en ligne), p. 785-787. ,
- (en-US) Anne Commire (dir.), Deborah Klezmer (dir.) et Peter Harrison Branum (rédacteur), Women in World History, vol. 3 : Brem - Cold, Waterford, Connecticut, Yorkin Publications, Gale group, 1999, 903 p. (ISBN 9780787640620, lire en ligne), p. 666-670,
- (en-US) Katharine Rodier (dir.) et Melissa A. Mentzer (rédactrice), DLB 239 : American Women Prose Writers, 1820-1870, Détroit (Michigan), Michigan, Gale Group, 2001, 476 p. (ISBN 9780787646561, lire en ligne), p. 31-38,

#### Essais et biographies
- (en-US) Elisabeth Muhlenfeld (préf. C. Vann Woodward), Mary Boykin Chesnut : A Biography, Baton Rouge, Louisiane, Louisiana State University Press (réimpr. 1992) (1re éd. 1981), 290 p. (ISBN 9780807118047, lire en ligne),
- (en-US) Mary A. Decredico, Mary Boykin Chesnut : A Confederate Woman's Life, Madison, Wisconsin, Madison House & Rowman & Littlefield Publishers, coll. « American Profiles » (réimpr. 1996, 2002) (1re éd. 1992), 196 p. (ISBN 9780945612476, lire en ligne),

### Sitographie
- (en-US) « Mary Boykin Chesnut : American writer » , sur Britannica,
- (en-US) James O. Farmer, Jr., « Chesnut, Mary Boykin Miller », sur South Carolina Encyclopedia, 2016,